# W matni (film 2007)
W matni (ros. Тиски, Tiski) – rosyjski film sensacyjny z 2007 roku w reżyserii Walerija Todorowskiego.

## Opis fabuły
DJ Den wpada w kłopoty finansowe. Przyjaciele proponują mu interes – kradzież samochodu z narkotykami. Towar należy do Wernera (Fiodor Bondarczuk), który niebawem proponuje mu współpracę. Propozycję ma też dla niego ostatni w mieście nieskorumpowany major milicji. Denis (Maksim Matwejew) ma działać na dwóch frontach – jako szpieg i prawa ręka gangstera.

## Obsada
- Eduard Aruszanian jako Miszka Ararat
- Roman Iwaszczenko jako Supra
- Denis Balandin jako Amigo
- Fiodor Bondarczuk jako Werner
- Jewgienija Kchiriwskaja jako Taja
- Maksim Matwejew jako Denis
- Siergiej Pirniak jako Spidi
- Aleksiej Sieriebriakow jako Dudajtis
- Anton Szagin jako Krot
- Jekatierina Wiłkowa jako Masza

i inni

## Produkcja
Zdjęcia kręcono w Rostowie nad Donem.